# Omán az 1984. évi nyári olimpiai játékokon
Omán az egyesült államokbeli Los Angelesben megrendezett 1984. évi nyári olimpiai játékok egyik részt vevő nemzete volt. Az országot az olimpián 3 sportágban 16 sportoló képviselte, akik érmet nem szereztek. Omán első alkalommal vett részt az olimpiai játékokon.

## Atlétika
Férfi
| Versenyző                                                                          | Versenyszám     | Előfutam | Előfutam | Előfutam | Negyeddöntő | Negyeddöntő | Negyeddöntő | Elődöntő | Elődöntő | Elődöntő | Döntő         | Döntő         |
| Versenyző                                                                          | Versenyszám     | Idő      | Hely.    | Össz.    | Idő         | Hely.       | Össz.       | Idő      | Hely.    | Össz.    | Idő           | Helyezés      |
| ---------------------------------------------------------------------------------- | --------------- | -------- | -------- | -------- | ----------- | ----------- | ----------- | -------- | -------- | -------- | ------------- | ------------- |
| Abdullah Sulaiman Al-Akbary                                                        | 100 m           | 10,86    | 6.       | 58.      | kiesett     | kiesett     | kiesett     | kiesett  | kiesett  | kiesett  | kiesett       | kiesett       |
| Mohamed Al-Hashimi                                                                 | 200 m           | 22,83    | 6.       | 72.      | kiesett     | kiesett     | kiesett     | kiesett  | kiesett  | kiesett  | kiesett       | kiesett       |
| Mohammed el-Málki                                                                  | 400 m           | 47,61    | 6.       | 54.      | kiesett     | kiesett     | kiesett     | kiesett  | kiesett  | kiesett  | kiesett       | kiesett       |
| Barakat Al-Sharji                                                                  | 800 m           | 2:00,38  | 7.       | 63.      | kiesett     | kiesett     | kiesett     | kiesett  | kiesett  | kiesett  | kiesett       | kiesett       |
| Amor Maszúd es-Sardzsi                                                             | 1500 m          | 4:12,76  | 8.       | 52.      |             |             |             | kiesett  | kiesett  | kiesett  | kiesett       | kiesett       |
| Avad esz-Szamír                                                                    | Maraton         |          |          |          |             |             |             |          |          |          | nem ért célba | nem ért célba |
| Abdullah Azzan Al-Akbary                                                           | 3000 m akadály  | 10:22,96 | 12.      | 35.      |             |             |             | kiesett  | kiesett  | kiesett  | kiesett       | kiesett       |
| Barakat Al-Sharji Mohamed Al-Hashimi Abdullah Sulaiman Al-Akbary Mohammed el-Málki | 4 × 400 m váltó | 3:15,87  | 5.       | 22.      |             |             |             | kiesett  | kiesett  | kiesett  | kiesett       | kiesett       |

## Sportlövészet
Férfi
| Versenyző              | Versenyszám           | Pont | Helyezés |
| ---------------------- | --------------------- | ---- | -------- |
| Said Al-Khatry         | Gyorstüzelő pisztoly  | 566  | 44.      |
| Abdullah Al-Hussini    | Gyorstüzelő pisztoly  | 561  | 45.      |
| Juma Al-Rahbi          | Szabadpisztoly        | 520  | 47.      |
| Ali Al-Ghafiri         | Szabadpisztoly        | 445  | 56.      |
| Khamis Al-Subhi        | Légpuska              | 552  | 48.      |
| Abdul Latif Al-Bulushi | Légpuska              | 558  | 43.      |
| Abdul Latif Al-Bulushi | Sportpuska, összetett | 1084 | 48.      |
| Dadallah Al-Bulushi    | Sportpuska, összetett | 1050 | 50.      |
| Dadallah Al-Bulushi    | Sportpuska, fekvő     | 582  | 49.      |
| Zaher Al-Jamudi        | Sportpuska, fekvő     | 569  | 67.      |

## Vitorlázás
Férfi
| Versenyző              | Versenyszám     | Futam | Futam | Futam | Futam | Futam | Futam    | Futam | Pontszám | Helyezés |
| Versenyző              | Versenyszám     | 1     | 2     | 3     | 4     | 5     | 6        | 7     | Pontszám | Helyezés |
| ---------------------- | --------------- | ----- | ----- | ----- | ----- | ----- | -------- | ----- | -------- | -------- |
| Talib Salim Al-Maiwali | Szörfvitorlázás | 39,0  | 39,0  | 40,6* | 42,0  | 42,0  | (45,0)** | 41,0  | 243,6    | 37.      |

* - bírók által adott pontszám

** - nem ért célba